# Palaeopemphida
De Palaeopemphida zijn een onderorde van uitgestorven kreeftachtigen uit de klasse van de Malacostraca (hogere kreeftachtigen).

## Familie
- Palaeopemphidae Feldmann, Garassino & Schweitzer, 2004 †